# Loitersbach
Der Loitersbach ist ein Bach in Oberbayern. Er entspringt südlich von Niclasreuth, einem Gemeindeteil von Aßling im
Landkreis Ebersberg und mündet bei Holzen als rechter Zufluss in die Attel.